# Maison natale de Živojin Mišić
La maison natale de Živojin Mišić (en serbe cyrillique : Родна кућа Живојина Мишића ; en serbe latin : Rodna kuća Živojina Mišića) se trouve à Struganik, dans la municipalité de Mionica et dans le district Kolubara, en Serbie. Elle est inscrite sur la liste des monuments culturels de grande importance de la République de Serbie (identifiant no SK 253).

## Présentation

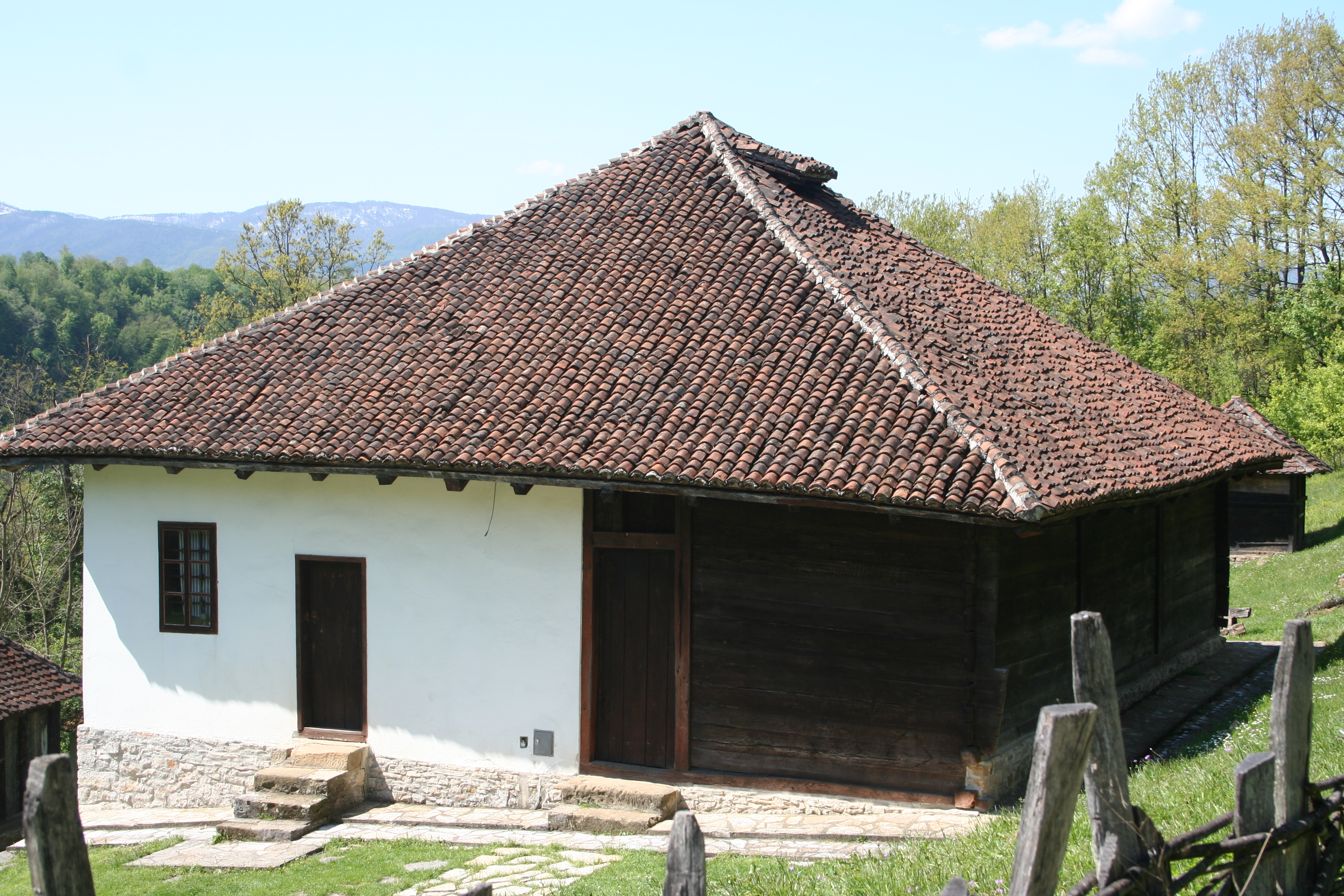
Autre vue de la maison.

La maison natale du voïvode Živojin Mišić (1855-1921) se trouve à proximité du centre de Struganik, sur les pentes du mont Suvobor. De dimension imposante, elle s'étend sur 150 m2 tandis que la cave couvre une surface de 50 m2 ; l'édifice dispose d'un toit à quatre pans recouvert de tuiles. Elle constitue un exemple caractéristique des maisons dites « coopératives » de la région de la Kolubara.

## Živojin Mišić
Živojin Mišić a participé à toutes les guerres de libération de la Première Guerre balkanique à la Première Guerre mondiale. Il s'est notamment illustré lors de la bataille de Kumanovo (22-23 octobre 1912) après laquelle il a été élevé au grade de général et lors de la bataille de la Kolubara (16 novembre-15 décembre 1914), où il a été élevé au rang de voïvode (maréchal). Živojin Mišić figure sur la liste des 100 Serbes les plus éminents de l'histoire établie par l'Académie serbe des sciences et des arts.

## Maison commémorative et musée
La maison natale du voïvode a été transformée en musée commémoratif. Un intérieur authentique y a été reconstitué ; on y trouve aussi des documents biographiques et d'autres liés à l'histoire militaire. Une exposition thématique replace Živojin Mišić dans le contexte des événements historiques de la fin du XIXe siècle et du début du XXe siècle ; y sont présentés des documents sur l'origine, l'enfance, la carrière et la fin du voïvode. Ce musée commémoratif constitue un département du Musée national de Valjevo.
Des bâtiments agricoles transportés sur place depuis les alentours reconstituent une cour de ferme typique du XIXe siècle et forment un musée ethnographique.

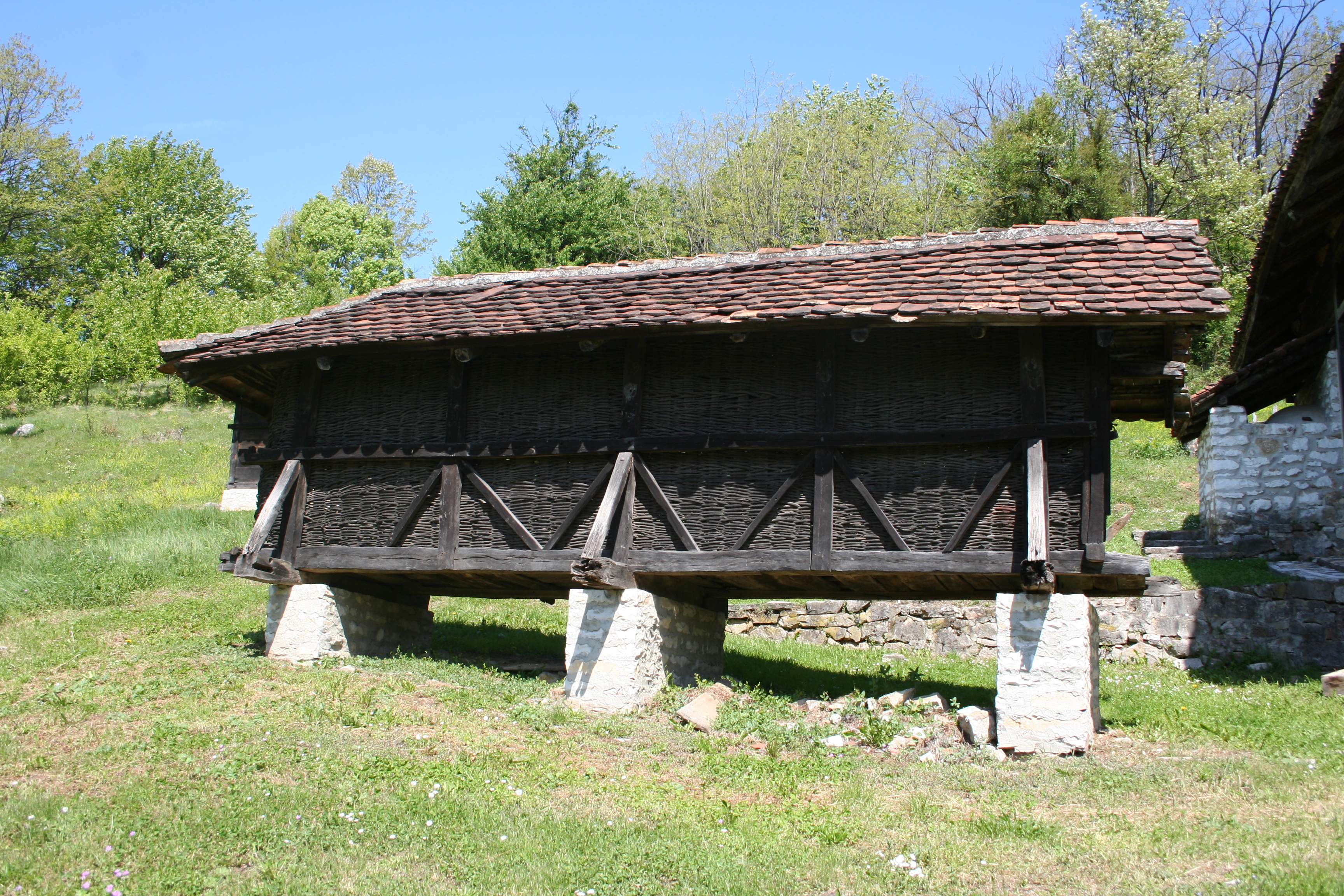
Un bâtiment agricole dans la cour de la maison.
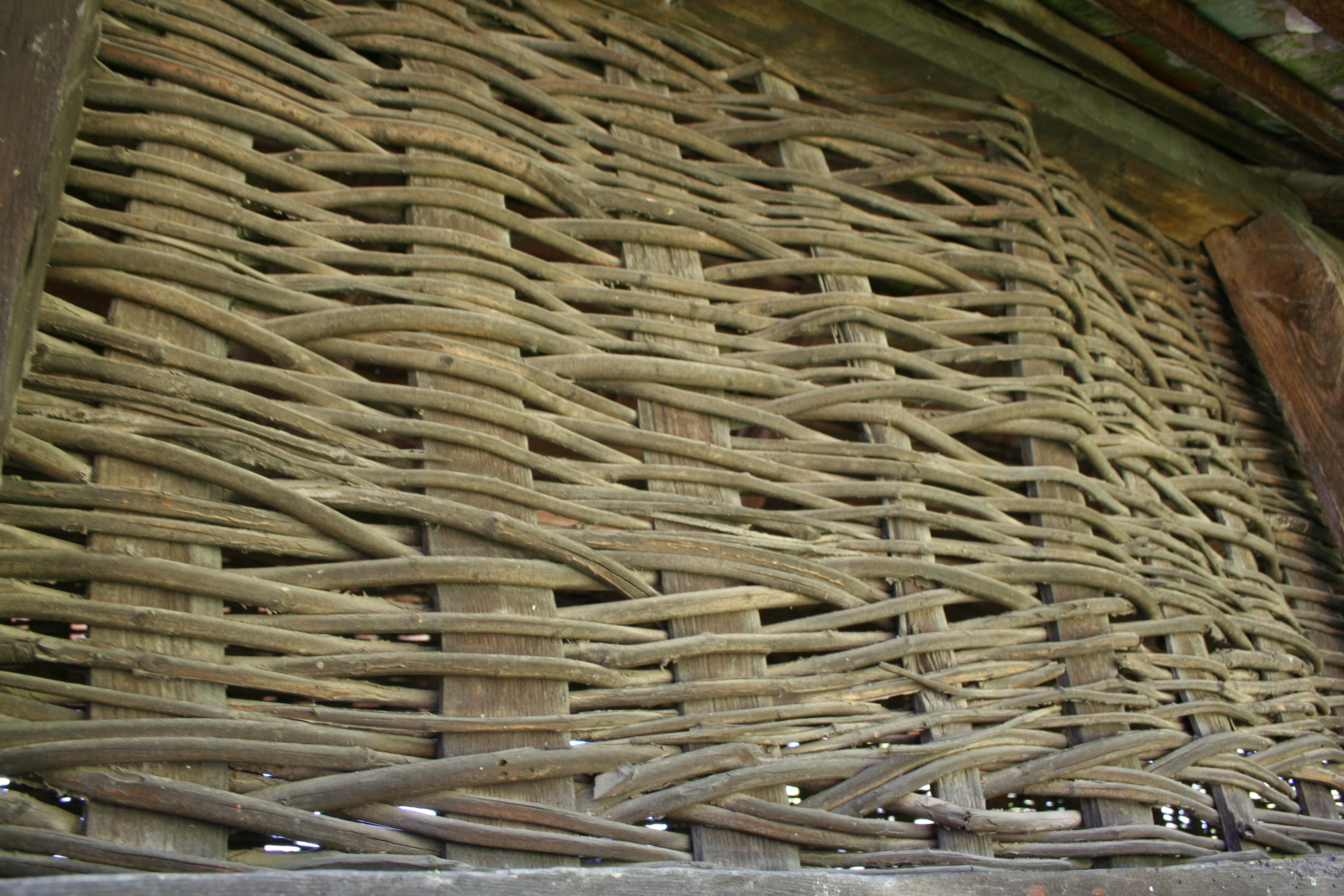
Détail du bâtiment.
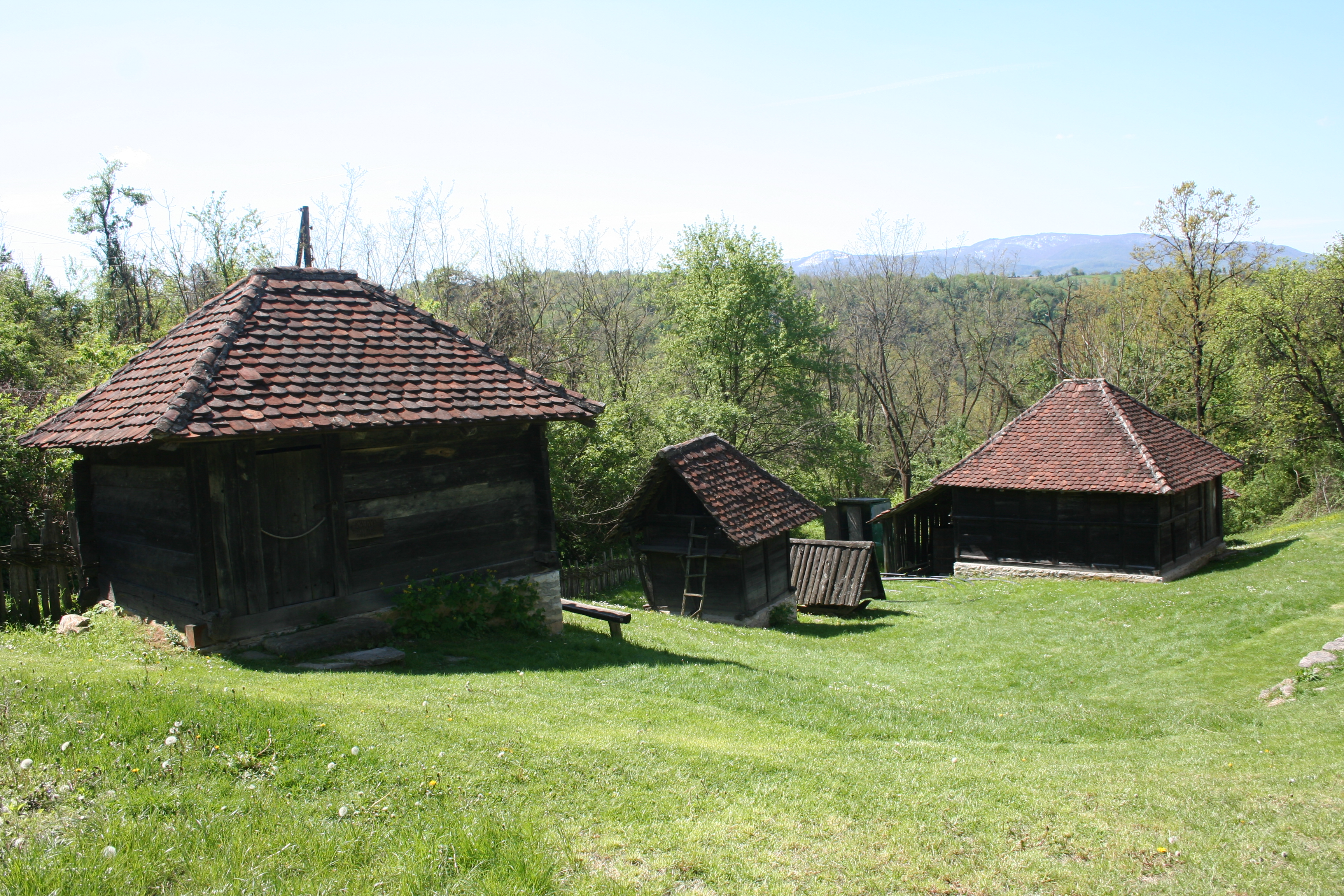
Autres bâtiments.